# Crédit industriel et commercial
Pour les articles homonymes, voir CIC.
Le Crédit industriel et commercial (CIC) est un réseau bancaire français créé en 1859 et divisé en six banques régionales en France, et une au Luxembourg.
Le CIC détient en 2021, 1837 agences réparties sur tout le territoire national et emploie plus de 20 000 personnes (équivalent temps plein). Le nombre total de ses clients est d'environ 5,7 millions en 2024.
En 1998, le rachat de 68 % de son capital par la Banque fédérative Crédit mutuel (BFCM) pour 2,04 milliards d’euros a donné naissance au groupe Crédit mutuel-CIC (CM-CIC). Cette prise de participation mène au retrait de la bourse de Paris du CIC en août 2017, la BFCM parvenant à obtenir plus de 99 % des parts du CIC (à la suite d'une offre publique d'achat valorisant le CIC à un peu moins de 15 milliards d'euros),.
Le CIC est également la plus ancienne banque française de dépôts.

## Histoire
Le 7 mai 1859 est créée par décret impérial de Napoléon III, la Société générale de crédit industriel et commercial. En 1864, le CIC participe de façon significative au capital de banques en création, en France et à travers le monde, telles que la Société lyonnaise ou la Banque nationale d'Haïti. Ouverte en 1880, la Banque nationale d'Haïti, permet au CIC de « siphonner » les recettes fiscales du pays, en « [prélevant] des frais et commissions sur presque toutes les transactions effectuées par le gouvernement haïtien » et « près de la moitié des taxes gouvernementales sur les exportations » . En 1895, la première succursale à l'étranger, celle de Londres, est inaugurée. En 1896, le CIC participe à la création de plusieurs banques à travers le monde : Banque de Roumanie, de Madrid, de Nouvelle-Calédonie, de la Réunion et de Madagascar. En 1917, les actions des sociétés filiales régionales apparaissent au bilan du CIC.
Le CIC a eu une politique de prises de participations dans des banques régionales. Entre 1918 et 1927, le CIC prend des participations dans le capital de banques régionales : Banque Dupont, Banque Scalbert, Crédit havrais, Crédit de l'Ouest, Société nancéienne & Varin-Bernier etc. En 1927, le Groupe des banques affiliées (GBA) est créé. En 1929, l'Union des banques régionales pour le Crédit industriel (UBR) se créée, elle réunit 18 banques régionales et locales autour du CIC. La même année, le CIC fonde la Société de secours mutuels.
Entre 1948 et 1970, les banques régionales de la CIC sont en phase d'expansion. En 1968, le groupe Suez-Union des Mines prend le contrôle du CIC. Ainsi entre 1971 et 1982, la majorité du capital du CIC (72 %) est détenue par la Compagnie financière de Suez. Pendant cette période, la banque ouvre des bureaux à l'étranger.

### De la nationalisation à la privatisation
En 1982, le CIC est nationalisé ainsi que ses neuf banques régionales regroupées dans le Groupe des banques affiliées. En 1983, le groupe CIC est restructuré : 51 % du capital des banques régionales sont désormais détenus par la « société-mère ». En 1984, la restructuration se poursuit avec la création de CIC Union européenne, International et Cie et de la Compagnie financière de CIC. En 1985, la société d'assurances GAN entre à hauteur de 34 % dans le capital de la Compagnie financière. En 1987, 100 % du capital des banques régionales sont détenus par la Compagnie Financière. En 1989, la participation du GAN est portée de 34 % à 51 %.
En 1990, la Compagnie financière de CIC et de la Banque de l'Union européenne fusionnent pour donner naissance à l'Union européenne de CIC, banque et holding du groupe CIC détenant 100 % du capital des banques régionales.
En 1991, le GAN détient 81,92 % du capital de l'Union européenne de CIC. En 1992, CIC Banques, la nouvelle identité visuelle du groupe est lancée. En 1993, GAN détient 92,64 % du capital de l'Union européenne de CIC.
En 1996, le gouvernement Juppé décide de la privatisation du CIC selon une procédure de gré à gré interrompue en décembre de cette même année. En 1997, le gouvernement Jospin relance la procédure de privatisation selon le même principe.

### Le Crédit mutuel rachète le CIC

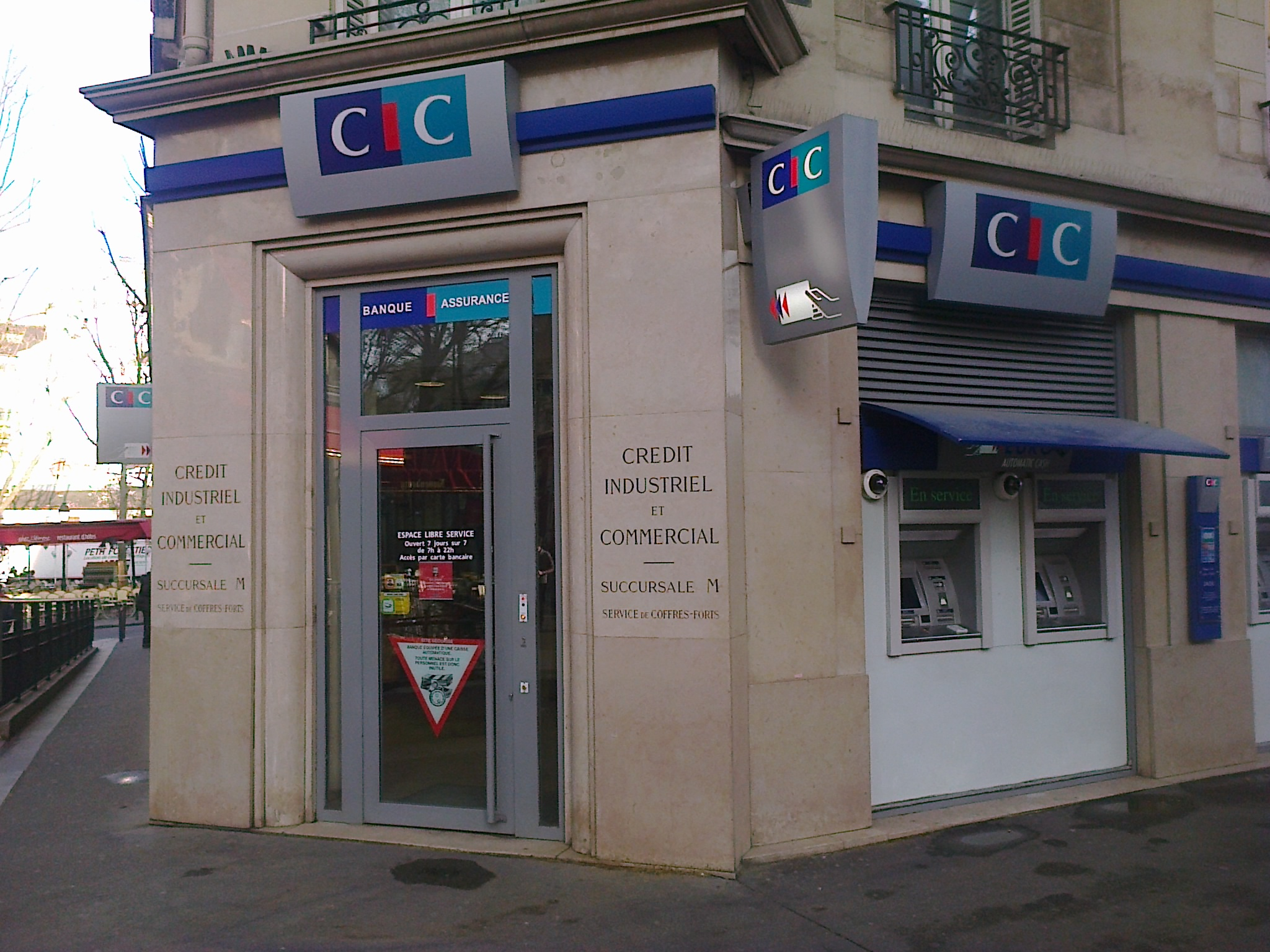
Agence CIC boulevard Saint-Michel à Paris.

En 1998, le gouvernement annonce que la Banque fédérative Crédit mutuel (holding de la Fédération du Crédit mutuel Centre Est Europe) est désormais actionnaire majoritaire de l'Union européenne de CIC avec 67 % du capital. GAN conserve 23 % et plus de 7 % sont réservés aux salariés. Le capital passe de 2 864 359 400 F à 3 500 883 600 F (436 668 775 € à 533 706 264 €). Michel Lucas, directeur général de la Fédération du Crédit mutuel Centre Est Europe, devient président du directoire du CIC, et Étienne Pflimlin, président du CMCEE, président du conseil de surveillance.
En 1999, la fusion de l'Union européenne de CIC (holding du groupe) avec le CIC Paris (banque régionale en Île-de-France) donne naissance au Crédit industriel et commercial (CIC), nouvelle structure et appellation, à la fois banque de tête et banque régionale. Par ailleurs, la BFCM cède 1 % du capital à la Caisse centrale du Crédit mutuel.
En 2000-2004, CIC développe son assise internationale avec une prise de participation dans la Banque de Tunisie, des accords de partenariat avec Banca Popolare di Milano en Italie et Bank of East Asia.
En 2000, une nouvelle organisation est lancée, avec une mise en place d'un seul système informatique et d'un socle social commun, la création de nouveaux points de vente et de centres de métiers communs Crédit mutuel-CIC. En 2001, le capital social du CIC est désormais de 560 141 376 €. La même année, sa composition connaît une nouvelle évolution : le Crédit mutuel rachète la part de GAN.
En 2004, le groupe envisage l'aboutissement de nombreux chantiers : un seul outil informatique commun entre Crédit mutuel et CIC, une seule enseigne CIC en Île-de-France, ainsi qu'un réseau densifié.
Une nouvelle organisation territoriale est également mise en place autour de 6 pôles : Île-de-France avec le CIC, tête de réseau ; Nord-Ouest avec CIC Banque Scalbert-Dupont et CIC Banque CIN ; Est avec CIC Banque CIAL et CIC Banque SNVB ; Sud-Est avec CIC Lyonnaise de Banque ; Sud-Ouest avec CIC Société bordelaise ; Ouest avec CIC Banque CIO et CIC Banque BRO.
En 2006, deux fusions juridiques sont effectuées : CIC Banque Scalbert Dupont, CIC Banque CIN et CIC Crédit Fécampois forment une nouvelle entité : CIC Banque BSD-CIN ; CIC Banque CIO et CIC Banque BRO forment une nouvelle entité : CIC Banque CIO-BRO. En 2007, une nouvelle fusion juridique est effectué : CIC Banque SNVB et CIC Banque CIAL forment une nouvelle entité : Banque CIC Est. En 2008, le CIC Lyonnaise de Banque intègre le CIC Bonnasse Lyonnaise de Banque. En 2010, Banque BSD-CIN change de raison sociale pour Banque CIC Nord Ouest. Banque CIO-BRO change de raison sociale pour Banque CIC Ouest. Banque Société Bordelaise change de raison sociale pour Banque CIC Sud Ouest.
Le 19 mai 2011, l'assemblée générale mixte des actionnaires modifie la gouvernance de société anonyme à directoire et conseil de surveillance en société anonyme classique. Le conseil d'administration réuni à l'issue, décide que la direction générale sera assumée par Michel Lucas, président du conseil d'administration et directeur général, et par Alain Fradin, directeur général délégué.
En août 2017, après une OPA menée par la Banque fédérative Crédit mutuel, le CIC est retiré de la bourse de Paris. Cette OPA permet à BFCM de contrôler plus de 99 % des titres CIC et valorise alors le CIC à 14,8 milliards d'euros,.
Controverses
En 1881, le Crédit Industriel et Commercial (CIC) a fondé la Banque Nationale d'Haïti afin d'exercer des fonctions de banque centrale dans le pays, en vertu d'une concession accordée par le gouvernement haïtien. Filiale du CIC, la Banque Nationale exerçait un contrôle effectif sur le Trésor haïtien, en gérant la perception des recettes publiques et en accordant des avances pour financer le gouvernement.
La Banque Nationale, par le biais de pratiques vivement critiquées notamment par l'homme d'État haïtien Frédéric Marcelin, versait des dividendes aux actionnaires du CIC à partir des revenus et taxes prélevés sur la population haïtienne et sur les produits agricoles comme le sucre et le café, cultivés par les agriculteurs haïtiens. Ces pratiques permettaient d'atteindre des rendements élevés, atteignant 37 % en 1888 et 20,3 % en 1900.
Une enquête du New York Times en 2022, dans le cadre d'un rapport plus large sur Haïti, a révélé que la moitié des taxes sur la récolte de café haïtien, principale source de revenus du pays, était versée aux investisseurs français du CIC et de la Banque Nationale. Ce schéma d'exploitation s'inscrivait dans un contexte plus large d'incursions bancaires françaises dans les pays des Caraïbes, avec la participation du CIC aux côtés d'autres institutions françaises.
Les gouvernements haïtiens successifs ont collaboré avec la Banque Nationale : par exemple, avec l'aide du gouvernement Domingue, un emprunt de 50 millions de francs a été contracté, dont un premier paiement d'environ 15 millions a été effectué en mars 1875, contre seulement 7 millions reçus par le Trésor haïtien à l'époque. Des manipulations monétaires ont été observées, le gouvernement haïtien demandant à la Banque Nationale d'imprimer de l'argent pour combler les déficits résultant des paiements effectués à des institutions comme le CIC.
En 1896, le CIC a également réussi à obtenir un second prêt de 50 millions de francs à un taux d'intérêt de 6 %. Sur trois décennies, les actionnaires français ont engrangé des profits d'au moins 136 millions de dollars actuels, soit l'équivalent d'une année entière de recettes fiscales pour Haïti à l'époque, selon les documents examinés. En "étouffant efficacement la principale source de revenus du pays", le CIC a laissé "un lourd héritage d'extraction financière et d'espoirs anéantis, même selon les standards d'une nation à l'histoire déjà marquée par de telles pratiques".
Face aux critiques concernant certaines méthodes employées, le gouvernement français a cherché à se distancer du CIC, et l'ensemble du système a pris fin en 1910.

### Identité visuelle (logo)

Ancien logo du CIC Banques du 16 mars 1992 au 4 février 2005.
Logo du CIC depuis le 4 février 2005 (légèrement retouché en 2017).
Logo du CIC, retouché en 2017.

### Slogans
- « Parce que le monde bouge » : de 2000 à 2013.
- « Construisons dans un monde qui bouge » : de 2013 à 2023.
- « Reconstruisons dans un monde qui bouge » de 2020 à 2021 à la suite de la crise du Covid-19[18].
- « Construisons pour que le monde bouge » : depuis 2023.

## Banques régionales du CIC et filiales

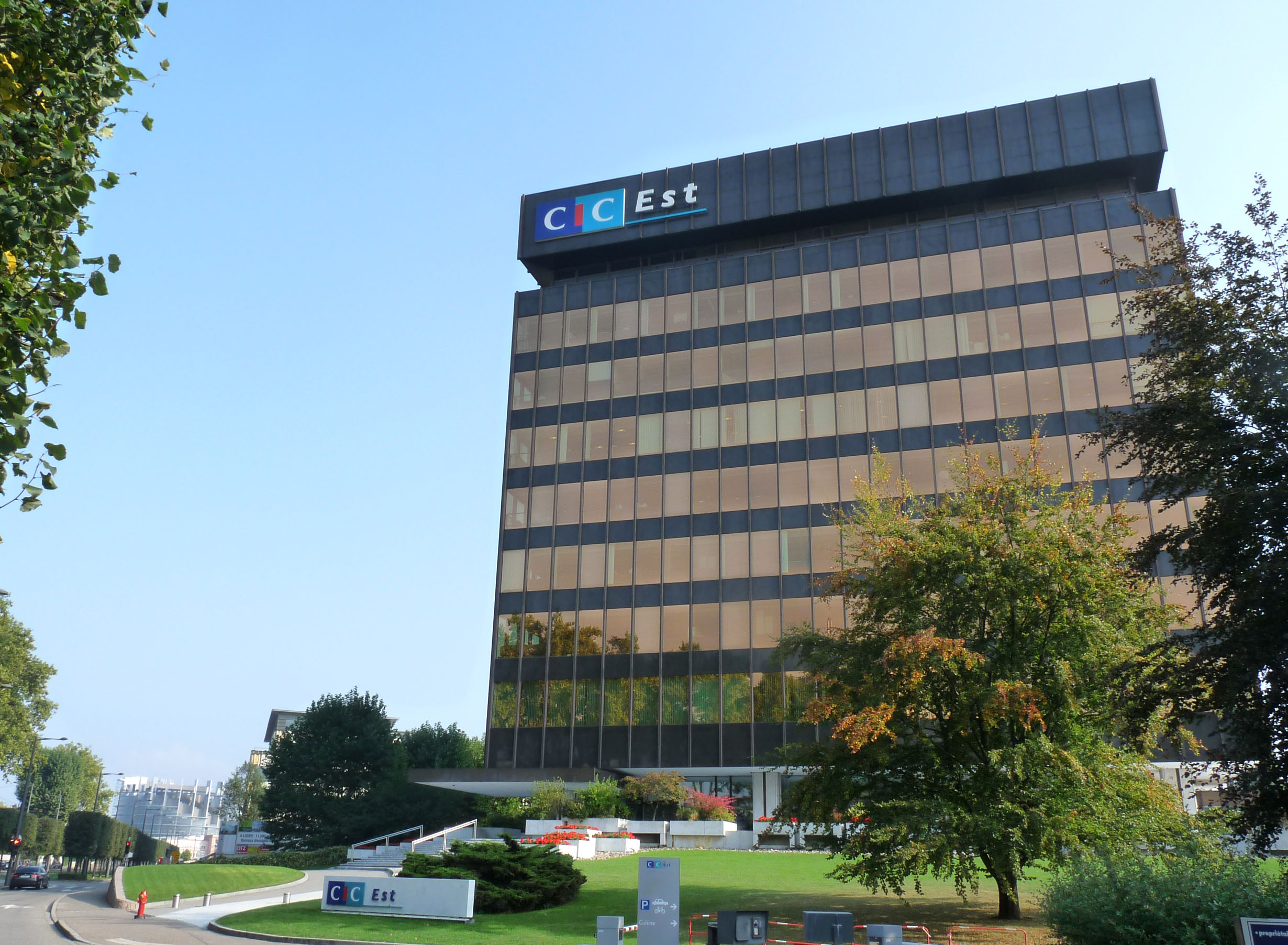
CIC Est au Wacken (Strasbourg).

- CIC Est (ex CIAL - SNVB), basé à Strasbourg
- CIC Ouest (ex-Banque CIO - BRO), basé à Nantes
- CIC Nord Ouest (ex BSD), basé à Lille
- CIC Sud-Est (ex-Lyonnaise de banque), basé à Lyon
- CIC Sud Ouest (ex-Bordelaise de Crédit), basé à Bordeaux
- CIC Paris, banque la plus ancienne (fondée en mai 1859)
- CIC Suisse, basé à Bâle et à Lausanne
- CIC Iberbanco
- Banque Transatlantique
- Banque de Luxembourg (100 %)[19]

## Liste des dirigeants

### Liste des présidents
- 1927-1930 : Charles Georges-Picot
- 1978-1982 : Dominique Chatillon
- 1989-1995 : Jean Saint-Geours
- 1998-2014 : Michel Lucas
- 2014-2024 : Nicolas Théry
- 2024- : Daniel Baal